# 금남기맥
금남기맥은 금남정맥 왕사봉에서 군산 금강하구까지 약 97 km 구간을 말한다. 산세가 금남정맥에 비해 미미하고, 미륵산과 함라산 사이는 거의 평지로 되어 있어 정맥의 이름을 갖지 못했다. 그러나, 길이가 금남정맥보다 길고, 종점이 금강 하구인 점을 들어 실질적인 금남정맥 또는 금강정맥이라 부르기도 한다.

## 주요 산
금남기맥은 금강과 만경강 유역을 구분짓는 산줄기이다. 북사면을 따라 흐르는 물은 금강을 이루며, 남사면을 따라 흐르는 물은 만경강을 이룬다.
- 왕사봉
- 불명산
- 장재봉
- 남당산
- 작봉산
- 까치봉
- 천호산
- 용화산
- 미륵산
- 함라산
- 봉화산
- 망해산
- 취성산
- 용천산
- 대명산
- 고봉산
- 용화산
- 청암산
- 돗대산
- 석치삼
- 점방산
- 장계산

## 같이 보기
- 산경표
- 금남정맥